# Acridocarpus macrocalyx
Acridocarpus macrocalyx là một loài thực vật có hoa trong họ Malpighiaceae. Loài này được Engl. mô tả khoa học đầu tiên năm 1905.